# (4176) Sudek
(4176) Sudek est un astéroïde de la ceinture principale.

## Description
(4176) Sudek est un astéroïde de la ceinture principale. Il fut découvert le 24 février 1987 à l'Observatoire Kleť par Antonín Mrkos. Il présente une orbite caractérisée par un demi-grand axe de 3,10 UA, une excentricité de 0,14 et une inclinaison de 2,6° par rapport à l'écliptique.

## Compléments